# Рубенс Фадіні
Рубенс Фадіні (італ. Rubens Fadini; нар. 1 червня 1927, Йоланда-ді-Савоя, Емілія-Романья, Італія — пом. 4 травня 1949, Суперга, Турин) — італійський футболіст, що грав на позиції півзахисника. Чемпіон Італії.

## Спортивна кар'єра
1945 року став гравцем клубу «Галларатезе». За два сезони провів 45 матчів у Серії В. Своєю грою привернув увагу керівництва клубу «Торіно». Окрім Рубенса Фадіні, до складу лідера тогочасного італійського футболу прийшли Діно Балларін («Клодія»), Еміле Бонджорні (паризький «Расінг»), Юліус Шуберт (братиславський «Слован»), Роже Грава (французький «Рубе-Туркуен») і П'єро Оперто («Казале»).
У Серії «А» дебютував 7 жовтня 1948 року, перемога над «Лаціо» з мінімальним рахунком 1:0. У сезоні 1948/49 найбільше матчів, серед новачків «Торіно», провели П'єро Оперто і Рубенс Фадіні — 11 і 10 відповідно. Відзначився забитим м'ячем у ворота «Мілана» 6 березня 1949 року (перемога з рахунком 4:1).
Навесні 1949 року керівництво туринського клубу прийняло запрошення від португальського гранда, «Бенфіки», взяти участь у товариській грі на честь однієї з найбільших тодішніх зірок лісабонського клубу, Франсішку Феррейри. Гра відбулася 3 травня 1949 року в Лісабоні й завершилася поразкою італійських гостей з рахунком 3:4. Наступного дня команда «Торіно», працівники клубу і журналісти вилетіли додому рейсом Лісабон—Барселона—Турин.
Поблизу Савони літак почав знижуватися через складні погодні умови. Приблизно о 17:03 — здійснив поворот для заходу на посадку і невдовзі зіткнувся з кам'яною огорожею базиліки Суперга на вершині однойменної гори, що височіє над околицями Турина. Внаслідок авікатастрофи усі чотири члени екіпажу і 27 пасажирів загинули на місці.
На момент загибелі основного складу «Торіно», до завершення сезону в Серії A лишалося чотири тури і команда очолювала чемпіонські перегони. В останніх турах, честь клубу захищали гравці молодіжної команди. Усі суперники в цих матчах («Дженоа», «Палермо», «Сампдорія» і «Фіорентина»), з поваги до загиблих чемпіонів, також виставляли на поле молодіжні склади своїх клубів. Молодіжна команда «Торіно» перемогла у всіх останніх іграх сезону, здобувши таким чином посмертний чемпіонський титул для своїх старших товаришів.
З 1951 року стадіон у місті Джуліанова (провінція Терамо) перейменовано на «Стадіо Рубенс Фадіні».

## Досягнення
- Чемпіон Італії (1):

«Торіно»: 1948–49